# Резник, Иосиф Давыдович
Иосиф Давыдович Резник (1916, Николаев — 2010 г.)
— советский ученый-металлург, доктор технических наук.
Лауреат Государственной премии за 1974 год, почетный металлург.
Ветеран труда, а также ветеран спорта по зимнему плаванию.

## Биография
Закончил металлургический факультет Московского института цветных металлов и золота в 1940 г. Доктор технических наук; кандидатскую диссертацию защитил в 1952 г., докторскую — в 1972 г.
С 1940 по 1945 г. работал на комбинате «Южуралникель» сначала мастером смены, затем начальником отделения, и начальником исследовательского отдела комбината. 
С 1946 года -  сотрудник института «Гинцветмет».
Лауреат Государственной премии за 1974 г., Почетный металлург, ветеран труда, ветеран спорта (зимнее плавание).
Автор 200 статей, 10 монографий и 18 авторских свидетельств и патентов.

## Направления исследований
Занимался исследованиями с следующий областях:
- Шахтная плавка окисленных никелевых руд
- Снижение потерь никеля и кобальта со шлаками
- Хлорные технологии
- Подготовка руд к металлургическому переделу
- Агломерация и шахтная плавка свинцовых концентратов на

## Монографии
Автор нескольких монографий, в том числе:
- Резник И. Д., Соболь С. Я., Худяков В. М. — Кобальт. М.: Машиностроение, 1995. Том I — 440 с. Том II — 470 с[3].
- Резник И. Д. Усовершенствование шахтной плавки окисленных никелевых руд. М.: Металлургия, 1983, 190 с.
- Клушин Д. Н., Резник И. Л, Соболь С. И. Применение кислорода в цветной металлургии. М.: Металлургия, 1-е изд., 1973, 240 с; 2-е изд., 1983, 246 с.
- Резник И. Д., Гудима Н. В. Кобальт //Основы металлургии М.: Металлургия, 1967. Т. 4, с. 169—283.
- Резник И. Д. Подготовка сырья к металлургическому переделу //Основы металлургии. М.: Металлургия, Т. 1, ч. 2, с. 388—498.
- Вторичные цветные металлы / Базилевский В. М., Истрин М. А., Резник И. Д. и др. Справочник. ч. III, Металлургиздат, 1957. с. 369—540.
- Тепикин С. М., Резник И. Д., Чермак Л. Л., Успенский Н. Ф. Усовершенствование процессов переработки окисленных никелевых руд, Металлургиздат, 1949. 240 с.